# Shelley von Strunckel
Shelley von Strunckel (* 15. Juli 1946 in Los Angeles) ist eine amerikanische Astrologin, deren Tages-, Wochen-, Monats- und Jahreshoroskope in sechs Sprachen erscheinen und gedruckt sowohl in den USA, als auch in Europa, im Mittleren Osten, in Australien und Asien Verbreitung finden.

## Werdegang
Shelley von Strunckel wurde am 15. Juli 1946 in Hollywood (Kalifornien) geboren. Zuerst arbeitete sie im Mode- und Werbebereich und absolvierte zeitgleich an der University of California (Abendschule) ein Studium in Geschichte der Mode und Psychologie der Modetrends.
Später entdeckte sie ihr Interesse für Astrologie und wurde 1991 vom Astrologen Patric Walker entdeckt. Sie arbeitete bald mit Klienten in New York, London und Los Angeles und erlangte einige Bekanntheit, da sie aktuelle Nachrichten und Politiker astrologisch kommentierte bzw. analysierte. 1992 schrieb sie die erste astrologische Kolumne für eine britische Zeitung, die London Sunday Times. Sie schrieb auch für andere Zeitungen und Zeitschriften, so etwa für die Vogue und trat in Fernseh- und Radio-Sendungen auf.
Im Bereich Charity engagiert sie sich im Kampf gegen AIDS, in Kooperation mit dem Roten Kreuz, und beteiligt sich an Fundraising für die English National Opera.